# Chestertown (Nueva York)
Chestertown es un área no incorporada (o conocidas como aldea) ubicada en el condado de Warren en el estado estadounidense de Nueva York. Chestertown se encuentra ubicada dentro del pueblo de Chester.

## Geografía
Chestertown se encuentra ubicada en las coordenadas 42°39′09″N 73°48′03″O / 42.65250, -73.80083.

## Historia
Fue fundado en 1799. Los primeros asentamientos en el lugar se remontan a 1790 y fue llamado Chester Four Corners.